# Laurel (Iowa)
Pour les articles homonymes, voir Laurel.
La ville américaine de Laurel est située dans le comté de Marshall, dans l’État de l’Iowa. Lors du recensement de 2010, sa population s’élevait à 239 habitants.

## Source
- (en) Cet article est partiellement ou en totalité issu de l’article de Wikipédia en anglais intitulé « Laurel, Iowa » (voir la liste des auteurs).